# Valea Râmnicului
Valea Râmnicului – wieś w Rumunii, w okręgu Buzău, w gminie Valea Râmnicului. W 2011 roku liczyła 2039 mieszkańców.